# Cerinomyces pallidus
Cerinomyces pallidus är en svampart som beskrevs av G.W. Martin 1949. Cerinomyces pallidus ingår i släktet Cerinomyces och familjen Dacrymycetaceae.   Inga underarter finns listade i Catalogue of Life.